# 紅木 (密西西比州)
紅木（英語：Redwood）是美國密西西比州沃倫縣一個非建制地區，位於雙子湖（Twin Lake）東南方以及縣治維克斯堡以北約16公里（10英里），並鄰近3号密西西比州州道（Mississippi Highway 3）與61號美國國道交叉路口。當地是維克斯堡居住統計區（Vicksburg Micropolitan Statistical Area）的一部分，而其美國郵遞區號則是39156。